# (4708) Polydoros
(4708) Polydoros (1988 RT) – planetoida z grupy trojańczyków okrążająca Słońce w ciągu 12,16 lat w średniej odległości 5,29 j.a. Odkryta 11 września 1988 roku.
Nazwa planetoidy zaczerpnięta z mitologii greckiej od królewicza tebiańskiego Polydorosa.